# 야마데라촌
야마데라촌(山寺村)은 야마가타현 히가시무라야마군에 설치되었던 촌이다.